# California Redwoods temporada 2009
La temporada 2009 de California Redwoods fue la primera y única temporada que participó como California Redwoods en la United Football League. El equipo finalizó en la tercera posición con una marca de 2-4.

## Desarrollo
El 10 de marzo se anunció a Dennis Green como entrenador en jefe de la franquicia UFL San Francisco. Inicialmente se pensó en el nombre de San Francisco Rockfish pero por ciertas diferencias el 11 de agosto se dio a conocer el nombre oficial de la franquicia California Redwoods así como los colores que representaran al equipo en la temporada que fueron verder, azul y blanco.
Los juegos de California Redwoods fueron programados para llevarse a cabo en el AT&T Park en San Francisco, California y una sede alterna en el Spartan Stadium en San José, un conflicto de horario con San Francisco Giants obligó a que el primer juego se jugara en Las Vegas.
California Redwoods (0-0) inicio su temporada el 8 de octubre visitando a Las Vegas (0-0) en el Sam Boyd Stadium, este partido registro la mayor asistencia de público a un partido de la UFL con 18,187, en el primer cuarto del partido se anotaron los primeros puntos en la liga por parte de G. Gano, así finalizó el primer
cuarto con marcador de California 0, Las Vegas 3.
En el segundo cuarto California anotó 2 TD por carrera uno por el Quarterback Shane Boyd y el otro por Cory Ross para ponerse adelante en el marcador, aunque DeDe Dorsey acercó a Las Vegas con otro TD, marcador al medio tiempo California 14, Las Vegas 10.
En el tercer cuarto Las Vegas volvía a tomar la ventaja del partido al anotar 1 TD y gol de campo y California solo pudo anotar un gol de campo por parte de P. Douglass. En el último periodo Las Vegas volvió anotar otro 10 puntos y California no pudo completar ninguna jugada para anotar para terminar el marcador California Redwoods 17, Las Vegas Locomotives 30.
En la semana 2 California Redwoods (0-1) jugó su primer partido como local recibiendo a New York Sentinels (0-1) en el AT&T Park y obtuvo su primera victoria en la liga.
Ya en el primer cuarto California tomo ventaja con un pase de TD de Mike McMahon para Kai Brown, en el segundo cuarto New York empató el partido tras un pase de 2 yds de Q. Gray para C. Barclay y terminar la primera mitad New York 7, California 7.
En la segunda mitad la defensiva de California detuvo a New York y no le permito realizar ninguna anotación mientras que la ofensiva de California anotó 17 puntos con 2 TD por carrera y un gol de campo de 42 yds, California ganó el partido por marcador de New York 7, California 24 y ponerse en marca de 1-1 y empatar a Las Vegas en la segunda posición de la Liga.
5 días después California visitó a Florida en el Citrus Bowl, McMahon solo completo 5 pases de 17 lanzamientos para completar 60 yardas, en el primer cuarto el marcador seguía empatado a 0, fue hasta el segundo cuarto que con 2 TD de Florida y un gol de campo ya estaban perdiendo por 17, después del primer tiempo Florida volvió a aumentar la ventaja tras un gol de campo y 1 TD de A. Pinnock para poner el marcador en el tercer cuarto California 0, Florida 27; Fue hasta el último cuarto donde una carrera de 1 yd por parte de Ross puso los primeros puntos para California aunque Florida volvía a marcar otro TD para terminar el marcador California 7, Florida 34.
Tras la derrota California Redwoods quedó con una marca de 1-2 y continuar en la tercera posición.
En la semana 4 hizo su tercer visita de la temporada ahora en el Giants Stadium contra New York Sentinels (0-2), California (1-2) inicio ganando desde el primer cuarto con un TD de Ross a pase de Boyd que completó 18 de 23 intentos para 197 yardas, en el segundo cuarto con un gol de campo y TD por carrera de Boyd aumentaron en 10 su ventaja que New York recorto con 2 goles de campo de Czech para terminar el marcador al primer tiempo California 17, New York 6, en el tercer cuarto New York se acercó al anotar 1 TD y en el último cuarto con un gol de campo de Douglass California puso marcador final de California 20, New York 13.
Luego de su segunda victoria y con una marca de 2-2 subió a la segunda posición.
Después de descansar la semana 5 California se ubicaba en la segunda posición con una marca de 2-2 empatado con Las Vegas por lo que en el partido de la semana 6 la victoria valía más, el partido se llevó a cabo en el Spartan Stadium en San José, California la sede alterna durante la temporada de California Redwoods y que marcó la asistencia más baja en un partido de la UFL, California comenzó ganando con una TD por carrera de Ross, fue hasta el segundo cuarto que Las Vegas redujo la diferencia al marcar un gol de campo para finalizar el primer tiempo Las Vegas 3, California 7. Durante el tercer cuarto el juego siguió igual de parejo luego de solo anotarse 2 goles de campo 1 de cada equipo y en el último cuarto la defensiva de California no puedo contener a Las Vegas y estos anotaron 10 puntos para finalizar el marcador Las Vegas 16, California 10.
Tras la derrota y con una marca de 2-3 California quedó eliminado del Championship Game ya que la serie particular contra Las Vegas terminó 0-2.
En su último partido en el AT&T Park California Redwoods (2-3) enfrentó a Florida Tuskers (5-0) que buscaba terminar la temporada invicto, el primer cuarto marcó un empate a 10 puntos, pero para el segundo un par de pases de Boyd (completo 23 de 35 intentos) para TD coloco a California adelante al finalizar la primera mitad Florida 20, California 24, que marcó la mayor cantidad de puntos en la primera mitad, en el tercer cuarto California aumento la ventaja con un gol de campo de Douglass para tomar ventaja de 7 puntos, pero en el último cuarto California no hizo ni un punto y Florida respondió con 2 TD para 14 puntos y darle la vuelta al marcador que finalizó Florida Tuskers 34, California Redwoods 27, en el que fue el partido con más puntos en la temporada con 61 puntos combinados.
California Redwoods terminó su primer y única temporada con marca 2-4 en la tercera posición.
La baja asistencia en sus partidos de local hizo que la liga trasladara el equipo a Sacramento cambiando el nombre del equipo a Sacramento Mountain Lions.

## Draft
El Draft se llevó a cabo el 19 de junio de 2009. Los jugadores que fueron seleccionados eran los que acudieron a los entrenamientos en Orlando y Las Vegas. Una vez que un jugador fue seleccionado por el equipo sus derechos estaban en manos del equipo en caso de que el jugador optara por jugar en la UFL.
De los 24 jugadores seleccionados, 18 participaron con el equipo en la Premier Season.
|  | = Jugador que firmó con el equipo |

| Jugador               | Posición | Colegio             |
| --------------------- | -------- | ------------------- |
| Odie Armstrong        | FB       | NW Oklahoma State   |
| Obafemi Ayanbadejo    | FB       | San Diego State     |
| Shane Boyd            | QB       | Kentucky            |
| Larry Brackins        | WR       | Pearl River CC      |
| Kai Brown             | LS       | Brown               |
| Brett Dietz           | QB       | Hanover             |
| Marcus Fitzgerald     | WR       | Marshall            |
| Marquies Gunn         | DE       | Auburn              |
| Derrell Hutsona       | RB       | Washington State    |
| Prince Kwateng        | LB       | Northwestern        |
| Branden Ledbetter     | TE       | Western Michigan    |
| Cory Lekkerkerker     | T        | California-Davis    |
| Joe Martin            | LB       | San Diego State     |
| Liam O'Hagan          | QB       | Harvard             |
| Brian Rimpf           | T        | East Carolina       |
| B. J. Sams            | WR       | McNeese State       |
| Brian Stamper         | T        | Vanderbilt          |
| Jason Stewart         | NT       | Fresno State        |
| Damon Suggs           | DE       | Georgia Southern    |
| Ahmad Treaudo         | DB       | Southern            |
| Marviel Underwood     | DB       | San Diego State     |
| Jeremy Unertl         | DB       | Wisconsin–La Crosse |
| John David Washington | RB       | Morehouse           |
| Joe West              | WR       | Texas-El Paso       |

## Calendario
| Semana | Fecha                    | Hora Local | Rival                   | Resultado | Resultado | Estadio          | Asistencia | TV       |
| Semana | Fecha                    | Hora Local | Rival                   | Marcador  | Marca     | Estadio          | Asistencia | TV       |
| ------ | ------------------------ | ---------- | ----------------------- | --------- | --------- | ---------------- | ---------- | -------- |
| 1      | Jueves, 8 de octubre     | 18:00 h    | @ Las Vegas Locomotives | P 17–30   | 0–1       | Sam Boyd Stadium | 18,187     | Versus   |
| 2      | Sábado, 17 de octubre    | 18:00 h    | New York Sentinels      | G 24–7    | 1–1       | AT&T Park        | 6,341      | HDNet    |
| 3      | Jueves, 22 de octubre    | 19:00 h    | @ Florida Tuskers       | P 7–34    | 1–2       | Citrus Bowl      | 12,021     | Versus   |
| 4      | Miércoles, 28 de octubre | 19:00 h    | @ New York Sentinels    | G 20–13   | 2–2       | Giants Stadium   | 10,818     | Versus   |
| 5      | Descanso                 | Descanso   | Descanso                | Descanso  | Descanso  | Descanso         | Descanso   | Descanso |
| 6      | Sábado, 14 de noviembre  | 18:00 h    | Las Vegas Locomotives   | P 10–16   | 2–3       | Spartan Stadium  | 4,312      | HDNet    |
| 7      | Jueves, 19 de noviembre  | 18:00 h    | Florida Tuskers         | P 27–34   | 2–4       | AT&T Park        | 6,837      | Versus   |

## Clasificación
| y - Florida Tuskers       | 6 | 0 | 0 | 1.000 | 183 | 92  |
| y - Las Vegas Locomotives | 4 | 2 | 0 | 0.667 | 167 | 100 |
| California Redwoods       | 2 | 4 | 0 | 0.333 | 105 | 134 |
| New York Sentinels        | 0 | 6 | 0 | 0.000 | 56  | 185 |

y Avanzaron al Championship Game

## Estadísticas por jugador
| Nombre                | #  | Po. | S1 | S2 | S3 | S4 | S6 | S7 | Tit. | Sup. | N/J | Ina. |
| --------------------- | -- | --- | -- | -- | -- | -- | -- | -- | ---- | ---- | --- | ---- |
| A. J. Schable         | 94 |     |    |    |    |    |    |    | 0    | 2    | 0   | 0    |
| Adam Graessle         | 4  |     |    |    |    |    |    |    | 0    | 3    | 0   | 0    |
| Adrian McCovy         | 54 |     |    |    |    |    |    |    | 0    | 6    | 0   | 0    |
| Ahmad Treaudo         | 33 |     |    |    |    |    |    |    | 0    | 5    | 1   | 0    |
| Anthony Harris        | 97 |     |    |    |    |    |    |    | 0    | 2    | 3   | 0    |
| B. J. Sams            | 12 |     |    |    |    |    |    |    | 0    | 6    | 0   | 0    |
| Bobby Sippio          | 13 |     |    |    |    |    |    |    | 1    | 0    | 0   | 0    |
| Branden Ledbetter     | 82 |     |    |    |    |    |    |    | 0    | 4    | 2   | 0    |
| Brandon Harrison      | 27 |     |    |    |    |    |    |    | 2    | 2    | 0   | 0    |
| Brian Rimpf           | 69 |     |    |    |    |    |    |    | 0    | 2    | 4   | 0    |
| Brian Stamper         | 72 |     |    |    |    |    |    |    | 0    | 0    | 3   | 0    |
| Carl Walker           | 58 |     |    |    |    |    |    |    | 0    | 0    | 1   | 0    |
| Chris Cooper          | 93 |     |    |    |    |    |    |    | 5    | 0    | 0   | 0    |
| Cory Lekkerkerker     | 66 |     |    |    |    |    |    |    | 1    | 0    | 2   | 0    |
| Cory Ross             | 20 |     |    |    |    |    |    |    | 6    | 0    | 0   | 0    |
| Derrell Hutsona       | 29 |     |    |    |    |    |    |    | 0    | 2    | 4   | 0    |
| Derrick Gray          | 95 |     |    |    |    |    |    |    | 0    | 0    | 1   | 0    |
| Derrick Frost         | 4  |     |    |    |    |    |    |    | 0    | 3    | 0   | 0    |
| Dominic Patrick       | 23 |     |    |    |    |    |    |    | 3    | 2    | 0   | 1    |
| Dontarrious Thomas    | 56 |     |    |    |    |    |    |    | 6    | 0    | 0   | 0    |
| Doug Gabriel          | 10 |     |    |    |    |    |    |    | 1    | 4    | 0   | 0    |
| Earl Cochran          | 98 |     |    |    |    |    |    |    | 4    | 1    | 0   | 0    |
| Glenn Holt            | 15 |     |    |    |    |    |    |    | 1    | 4    | 0   | 0    |
| Jason Parker          | 90 |     |    |    |    |    |    |    | 5    | 0    | 0   | 0    |
| Jason Stewart         | 99 |     |    |    |    |    |    |    | 6    | 0    | 0   | 0    |
| Jeremy Unertl         | 37 |     |    |    |    |    |    |    | 1    | 0    | 0   | 0    |
| Joe West              | 19 |     |    |    |    |    |    |    | 5    | 1    | 0   | 0    |
| Joel Filani           | 17 |     |    |    |    |    |    |    | 0    | 0    | 1   | 0    |
| John David Washington | 43 |     |    |    |    |    |    |    | 0    | 6    | 0   | 0    |
| Johnny Baldwin        | 58 |     |    |    |    |    |    |    | 1    | 3    | 0   | 1    |
| Jon Abbate            | 45 |     |    |    |    |    |    |    | 2    | 1    | 1   | 2    |
| Josh Lay              | 24 |     |    |    |    |    |    |    | 0    | 4    | 1   | 0    |
| Isaiah Ross           | 69 |     |    |    |    |    |    |    | 6    | 0    | 0   | 0    |
| Kai Brown             | 53 |     |    |    |    |    |    |    | 0    | 6    | 0   | 0    |
| Liam Ezekiel          | 44 |     |    |    |    |    |    |    | 5    | 1    | 0   | 0    |
| Liam O'Hagan          | 18 |     |    |    |    |    |    |    | 0    | 1    | 5   | 0    |
| Louis Holmes          | 71 |     |    |    |    |    |    |    | 0    | 1    | 0   | 0    |
| Marcus McClinton      | 26 |     |    |    |    |    |    |    | 2    | 2    | 1   | 0    |
| Mark Bradford         | 83 |     |    |    |    |    |    |    | 0    | 1    | 0   | 0    |
| Marviel Underwood     | 28 |     |    |    |    |    |    |    | 2    | 1    | 0   | 1    |
| Matt Lentz            | 67 |     |    |    |    |    |    |    | 0    | 3    | 3   | 0    |
| Maurice Crum          | 55 |     |    |    |    |    |    |    | 3    | 1    | 2   | 0    |
| Michael Allan         | 89 |     |    |    |    |    |    |    | 0    | 0    | 1   | 0    |
| Mike Mabry            | 65 |     |    |    |    |    |    |    | 6    | 0    | 0   | 0    |
| Mike McMahon          | 8  |     |    |    |    |    |    |    | 2    | 2    | 2   | 0    |
| Nate Lawrie           | 84 |     |    |    |    |    |    |    | 6    | 0    | 0   | 0    |
| Nick Sundberg         | 59 |     |    |    |    |    |    |    | 0    | 1    | 5   | 0    |
| Norman LeJeune        | 27 |     |    |    |    |    |    |    | 1    | 1    | 0   | 0    |
| Obafemi Ayanbadejo    | 30 |     |    |    |    |    |    |    | 1    | 5    | 0   | 0    |
| Odie Armstrong        | 32 |     |    |    |    |    |    |    | 2    | 2    | 2   | 0    |
| Parker Douglass       | 3  |     |    |    |    |    |    |    | 0    | 6    | 0   | 0    |
| Paul Carrington       | 96 |     |    |    |    |    |    |    | 2    | 4    | 0   | 0    |
| Pernell Phillips      | 91 |     |    |    |    |    |    |    | 0    | 4    | 0   | 2    |
| Prince Kwateng        | 52 |     |    |    |    |    |    |    | 3    | 3    | 0   | 0    |
| Ray Bass              | 22 |     |    |    |    |    |    |    | 1    | 2    | 1   | 0    |
| Robert Herbert        | 31 |     |    |    |    |    |    |    | 6    | 0    | 0   | 0    |
| Roderick Green        | 95 |     |    |    |    |    |    |    | 0    | 4    | 0   | 0    |
| Ronnie Prude          | 21 |     |    |    |    |    |    |    | 6    | 0    | 0   | 0    |
| Ryan Kees             | 97 |     |    |    |    |    |    |    | 0    | 0    | 1   | 0    |
| Shane Boyd            | 7  |     |    |    |    |    |    |    | 4    | 1    | 1   | 0    |
| Sonny Shackelford     | 80 |     |    |    |    |    |    |    | 5    | 1    | 0   | 0    |
| Steve Edwards         | 74 |     |    |    |    |    |    |    | 6    | 0    | 0   | 0    |
| Todd Williams         | 78 |     |    |    |    |    |    |    | 5    | 1    | 0   | 0    |
| Tre'Dale Tolver       | 11 |     |    |    |    |    |    |    | 0    | 1    | 0   | 0    |
| Tyler Luellen         | 77 |     |    |    |    |    |    |    | 6    | 0    | 0   | 0    |
| Worrell Williams      | 51 |     |    |    |    |    |    |    | 0    | 2    | 3   | 1    |

| Color  | Color            |
| ------ | ---------------- |
| Verde  | Titular          |
| Azul   | Suplente         |
| Morado | No Jugó          |
| Rojo   | Inactivo         |
| Negro  | Fuera del Roster |

| Nombre     | Cmp | Att | Yds   | TD | Int | Lg | Sck | Índice de audiencia |
| ---------- | --- | --- | ----- | -- | --- | -- | --- | ------------------- |
| S. Boyd    | 75  | 124 | 814   | 3  | 5   | 29 | 6   | 71.1                |
| M. McMahon | 21  | 46  | 205   | 1  | 4   | 19 | 2   | 29.7                |
| Total      | 96  | 170 | 1,019 | 4  | 9   | 29 | 8   | 59.9                |

| Nombre         | N.º | Yds   | Avg  | TD | Lg |
| -------------- | --- | ----- | ---- | -- | -- |
| S. Shackelford | 21  | 249   | 11.9 | 0  | 28 |
| J. West        | 16  | 193   | 12.1 | 0  | 21 |
| C. Ross        | 15  | 153   | 10.2 | 1  | 29 |
| D. Gabriel     | 14  | 174   | 12.4 | 1  | 27 |
| N. Lawrie      | 13  | 134   | 10.3 | 1  | 28 |
| G. Holt        | 7   | 49    | 7.0  | 0  | 13 |
| J. Parker      | 4   | 50    | 12.5 | 0  | 16 |
| O. Ayanbadejo  | 4   | 24    | 6.0  | 0  | 11 |
| M. Bradford    | 3   | 17    | 5.7  | 0  | 8  |
| O. Armstrong   | 2   | 24    | 12.0 | 0  | 18 |
| K. Brown       | 1   | 2     | 2.0  | 1  | 2  |
| Total          | 100 | 1,069 | 10.7 | 4  | 29 |

| Nombre         | Att | Yds | Avg  | TD | Lg |
| -------------- | --- | --- | ---- | -- | -- |
| C. Ross        | 117 | 462 | 3.9  | 4  | 53 |
| S. Boyd        | 23  | 110 | 4.8  | 2  | 24 |
| J. Washington  | 25  | 75  | 3.0  | 1  | 7  |
| M. McMahon     | 5   | 22  | 4.4  | 0  | 13 |
| D. Gabriel     | 2   | 11  | 5.5  | 0  | 7  |
| D. Hutsona     | 3   | 7   | 2.3  | 0  | 6  |
| O. Ayanbadejo  | 1   | 2   | 2.0  | 0  | 2  |
| S. Shackelford | 1   | -3  | -3.0 | 0  | 0  |
| Total          | 177 | 686 | 3.9  | 7  | 53 |

| Nombre       | N.º | Yds | Avg  | TD | Lg |
| ------------ | --- | --- | ---- | -- | -- |
| J. Stewart   | 1   | 43  | 43.0 | 1  | 43 |
| M. Underwood | 1   | 13  | 13.0 | 0  | 13 |
| Total        | 2   | 56  | 28.0 | 1  | 43 |

| Nombre      | N.º | Yds   | Avg  | TB | In20 | Lg | B |
| ----------- | --- | ----- | ---- | -- | ---- | -- | - |
| D. Frost    | 16  | 656   | 41.0 | 1  | 4    | 52 | 0 |
| A. Graessle | 10  | 402   | 40.2 | 0  | 2    | 53 | 0 |
| Total       | 26  | 1,058 | 40.7 | 1  | 6    | 53 | 0 |

| Nombre      | 1-19 | 20-29 | 30-39 | 40-49 | 50+ | Total |
| ----------- | ---- | ----- | ----- | ----- | --- | ----- |
| P. Douglass | 0-0  | 4-4   | 0-2   | 3-4   | 0-0 | 7-10  |

| Nombre         | Tkl | Ast | Tot   | Sck | Yds | FF |
| -------------- | --- | --- | ----- | --- | --- | -- |
| D. Thomas      | 19  | 33  | 35.5  | 0.0 | 0   | 0  |
| R. Prude       | 23  | 8   | 27.0  | 0.0 | 0   | 0  |
| R. Herbert     | 14  | 16  | 22.0  | 0.0 | 0   | 0  |
| P. Kwateng     | 10  | 20  | 20.0  | 0.0 | 0   | 0  |
| L. Ezekiel     | 8   | 21  | 18.5  | 0.0 | 0   | 0  |
| M. Crum        | 10  | 14  | 17.0  | 0.0 | 0   | 1  |
| D. Patrick     | 10  | 8   | 14.0  | 1.0 | 9   | 0  |
| A. Treaudo     | 12  | 2   | 13.0  | 0.0 | 0   | 1  |
| B. Harrison    | 8   | 10  | 13.0  | 0.0 | 0   | 0  |
| J. Parker      | 7   | 10  | 12.0  | 1.5 | 10  | 0  |
| M. Underwood   | 8   | 7   | 11.5  | 0.0 | 0   | 0  |
| J. Stewart     | 6   | 10  | 11.0  | 0.0 | 0   | 0  |
| N. Lejeune     | 7   | 2   | 8.0   | 0.0 | 0   | 1  |
| E. Cochran     | 5   | 4   | 7.0   | 0.0 | 0   | 0  |
| C. Cooper      | 5   | 3   | 6.5   | 1.0 | 9   | 1  |
| A. McCovy      | 4   | 4   | 6.0   | 0.0 | 0   | 0  |
| J. Lay         | 4   | 2   | 5.0   | 0.0 | 0   | 0  |
| S. Shackelford | 4   | 2   | 5.0   | 0.0 | 0   | 0  |
| R. Green       | 2   | 3   | 4.5   | 0.5 | 8   | 1  |
| K. Brown       | 3   | 2   | 4.0   | 0.0 | 0   | 0  |
| J. Washington  | 2   | 2   | 3.0   | 0.0 | 0   | 0  |
| J. Baldwin     | 2   | 2   | 3.0   | 0.0 | 0   | 0  |
| J. Unertl      | 2   | 1   | 2.5   | 0.0 | 0   | 0  |
| O. Ayanbadejo  | 2   | 1   | 2.5   | 0.0 | 0   | 0  |
| L. Holmes      | 2   | 1   | 2.5   | 0.0 | 0   | 2  |
| P. Phillips    | 1   | 3   | 2.5   | 0.5 | 4   | 0  |
| M. McClinton   | 1   | 3   | 2.5   | 0.0 | 0   | 0  |
| P. Carrington  | 1   | 2   | 2.0   | 0.0 | 0   | 0  |
| A. Schable     | 1   | 2   | 2.0   | 0.0 | 0   | 0  |
| N. Lawrie      | 2   | 0   | 2.0   | 0.0 | 0   | 0  |
| W. Williams    | 1   | 1   | 1.5   | 0.0 | 0   | 0  |
| R. Bass        | 1   | 1   | 1.5   | 0.0 | 0   | 0  |
| S. Boyd        | 1   | 0   | 1.0   | 0.0 | 0   | 0  |
| J. West        | 1   | 0   | 1.0   | 0.0 | 0   | 0  |
| D. Frost       | 1   | 0   | 1.0   | 0.0 | 0   | 0  |
| D. Gabriel     | 1   | 0   | 1.0   | 0.0 | 0   | 0  |
| A. Graessle    | 1   | 0   | 1.0   | 0.0 | 0   | 0  |
| J. Abbate      | 0   | 1   | 0.5   | 0.0 | 0   | 0  |
| D. Hutsona     | 0   | 1   | 0.5   | 0.0 | 0   | 0  |
| A. Harris      | 0   | 1   | 0.5   | 0.0 | 0   | 0  |
| Total          | 195 | 206 | 298.0 | 4.5 | 40  | 7  |